# 法邁亞
27°3′S 65°24′W / 27.050°S 65.400°W

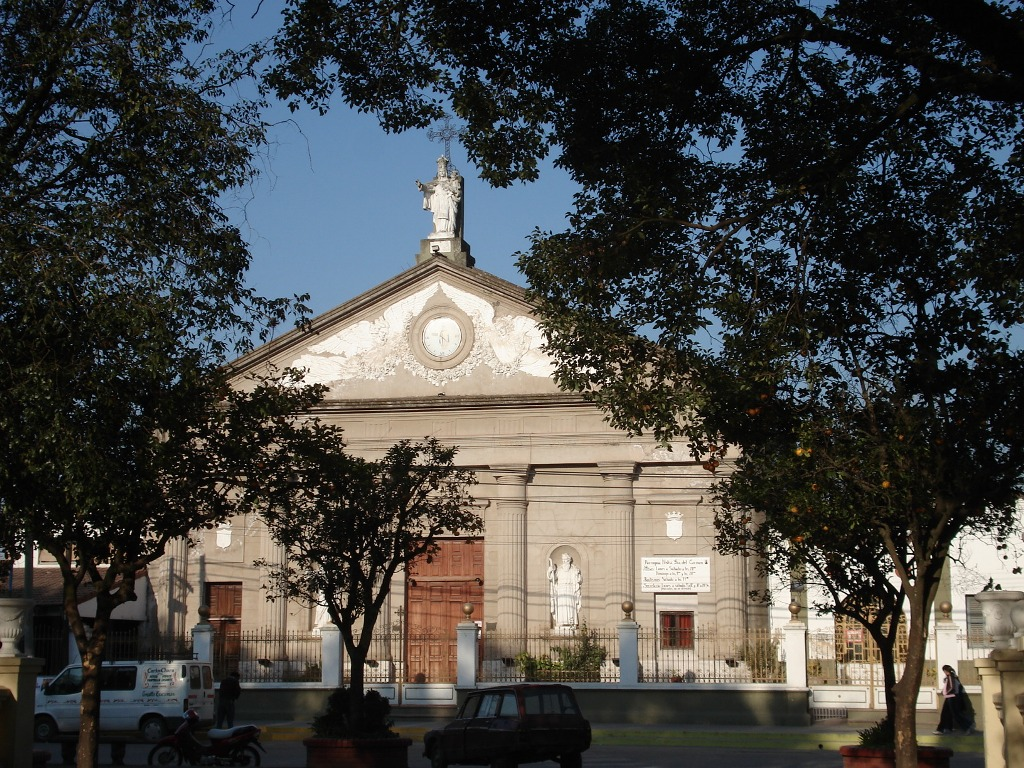
法邁亞

法邁亞（西班牙語：Famaillá），是阿根廷的城市，位於該國北部圖庫曼省，是法邁亞縣的首府，距離聖米格爾-德圖庫曼35公里，海拔高度750米，該地區的地震活動頻繁和低強度，2010年人口22,928。